# Communauté de communes du Haut Champsaur
La communauté de communes du Haut Champsaur est une ancienne communauté de communes française, située dans le département des Hautes-Alpes en région Provence-Alpes-Côte d'Azur.

## Historique
La loi no 2015-991 du 7 août 2015 portant nouvelle organisation territoriale de la République, dite « loi NOTRe », impose aux structures intercommunales un seuil minimal de population de 15 000 habitants pour pouvoir se maintenir, assorti de dérogations, sans pour autant descendre en-dessous de 5 000 habitants. Le département des Hautes-Alpes étant classé en zone de montagne, c'est ce dernier seuil qui s'applique.
La communauté de communes du Haut Champsaur a l'obligation de fusionner, car la population est inférieure au seuil minimal préconisé par la loi pour le département (2 185 habitants en 2012). Le schéma départemental de coopération intercommunale des Hautes-Alpes, dévoilé en octobre 2015, prévoyait la fusion avec les communautés de communes du Valgaudemar (qui a, elle aussi, l'obligation de fusionner) et du Champsaur (non concernée par l'obligation de fusion).
Après consultation de la commission départementale de coopération intercommunale du 17 mars 2016, ce projet de fusion (qui portera le nom de « Champsaur-Valgaudemar ») est confirmé. La nouvelle communauté de communes portera ce nom, à la suite d'un arrêté préfectoral du 7 novembre 2016.

## Territoire communautaire

### Géographie
La communauté de communes du Valgaudemar est située au nord du département des Hautes-Alpes, dans l'arrondissement de Gap. Elle est rattachée au bassin de vie de Saint-Bonnet-en-Champsaur.
Le territoire communautaire est traversé par la route départementale 944, axe reliant Gap à Orcières ; c'est la seule liaison routière.

### Composition
La communauté de communes contenait les communes de Champoléon, Orcières, Saint-Jean-Saint-Nicolas, Saint-Léger-les-Mélèzes.

### Démographie
| 1968  | 1975  | 1982  | 1990  | 1999  | 2008  | 2013  |
| ----- | ----- | ----- | ----- | ----- | ----- | ----- |
| 1 701 | 1 935 | 2 019 | 1 990 | 1 932 | 2 084 | 2 187 |

## Administration

### Siège
Le siège de la communauté de communes est situé à Saint-Jean-Saint-Nicolas.

### Les élus
La communauté de communes est gérée par un conseil communautaire, dont les membres représentent chacune des communes membres et élus jusqu'à la disparition prévue de la structure intercommunale.

### Compétences
L'intercommunalité exerce des compétences qui lui sont déléguées par les communes membres.
- Développement économique : construction, aménagement, entretien et gestion de zones d'activité industrielle, commerciale, tertiaire, artisanale ou touristique ; actions de développement économique
- Aménagement de l'espace : schémas de cohérence territoriale et de secteur, création et réalisation de zones d'aménagement concerté, études et programmation
- Environnement et cadre de vie : collecte et traitement des déchets ménagers et assimilés
- Action sociale
- Développement et aménagement social et culturel : construction ou aménagement, entretien, gestion d'équipements ou d'établissements culturels, socio-culturels, socio-éducatifs ou sportifs ; activités périscolaires, culturelles, socio-culturelles ou sportives
- Développement touristique
- Gestion d'un centre de secours

### Régime fiscal et budget
La communauté de communes applique la fiscalité additionnelle.

### Sources
- SPLAF (Site sur la Population et les Limites Administratives de la France)
- Base nationale sur l'intercommunalité